# بوب بورتمان
بوب بورتمان (بالإنجليزية: Bob Portman)‏ مواليد 22 مارس 1947 في سان فرانسيسكو، هو لاعب كرة سلة أمريكي معتزل. بدأ مسيرته الاحترافية في سنة 1969. تم اختياره من قبل فريق غولدن ستايت ووريورز خلال الدرافت. حمل الرقم 33. يبلغ طوله 6 قدم 5 بوصة (2.0 م). اعتزل اللعب في 1973. أحرز خلال مسيرته في الإن بي إيه 1254 نقطة بمعدل 5.7 نقاط في المباراة الواحدة.

## روابط خارجية
- بوب بورتمان على موقع إن بي أي (الإنجليزية)
- بوب بورتمان على موقع سبورتس رفرنس (الإنجليزية)
- بوب بورتمان على موقع كلية كرة السلة في سبورتس رفرنس.كوم (الإنجليزية)
- بوب بورتمان على موقع ريلجم (الإنجليزية)
- بوب بورتمان على موقع بروبوليرز (الإنجليزية)